# جیمز ام. تیلور
جیمز ام. تیلور (به انگلیسی: James M. Taylor) فضانورد اهل کشور ایالات متحده آمریکا است که در ۲۷ نوامبر ۱۹۳۰ میلادی در استامپز، آرکانزاس زاده شد.